# Führer Ex
Führer Ex ist ein deutscher Film aus dem Jahre 2002. Er thematisiert die deutsche Neonazi-Szene zur Zeit der politischen Wende in der DDR und nach der Wiedervereinigung. Der Film basiert auf dem Buch Die Abrechnung von Ingo Hasselbach, in dem der Autor seine Lebensgeschichte wiedergibt.

## Handlung
Die beiden Freunde Heiko und Tommy leben in der DDR, sie träumen von einem Leben in Australien. Bei einem gemeinsamen Einbruch in ein Fußballstadion wird Tommy von der Volkspolizei festgenommen und anschließend zu einer Haftstrafe verurteilt, während Heiko von den Sicherheitskräften nicht entdeckt wird. Nach Tommys Haftentlassung erscheint sein Charakter seinem Freund stark verändert. Tommy wirkt extrem reizbar, verhält sich aggressiv und pöbelt gegen Ausländer.
Als Tommy eine angebliche Landkarte des Grenzstreifens in die Hände bekommt, planen die beiden die Flucht. Es stellt sich heraus, dass die Landkarte nicht komplett ist, sie werden festgenommen und wegen Republikflucht verurteilt. Im Gefängnis schließt sich Tommy wieder einer Gruppe von Neonazis unter Friedhelm Kaltenbach an, zu denen er bereits während seines ersten Gefängnisaufenthaltes Kontakt hatte. Heiko hingegen muss sich eine Zelle mit dem Frauenmörder Eduard Kellermann, dem Schwerverbrecher Bonzo und dem jungen Freddy teilen. Freddy muss Bonzo abends sexuell zu Diensten sein (schmerzhafter, erzwungener, männlicher, homosexueller Analverkehr; Freddy muss zuvor die untere Etage des Doppelstockbettes mit Wolldecken verhängen, was von Bonzo als Bus bauen bezeichnet wird). Angewidert von Bonzo schließt sich Heiko dem Mitgefangenen Hagen an, der durch seine Funktion als Häftlingsbetreuer besondere Privilegien genießt. Als Bonzo auch einmal Heiko zum Sex zwingen will, weigert der sich, und Bonzo geht auf ihn los. In diesem Moment kommt Hagen mit den Wärtern in die Zelle und Hagen hilft Heiko. Heiko vertraut sich nun ganz Hagen an. Doch eines Tages vergewaltigt Hagen den jungen Mann in der Dusche, und Heiko ruft um Hilfe nach Tommy. Tommy kommt mit seinen Kameraden, sie finden Heiko am Boden liegend und schlagen Hagen halb tot. Inzwischen erhängt sich Freddy. Nun verlangt Bonzo, dass Heiko ihm sexuell zu Willen ist. Heiko fügt sich zum Schein der sexuellen Nötigung, versetzt Bonzo dann aber mit einem zuvor aus der Werkstatt geklauten Schraubenzieher erhebliche Verletzungen. Deshalb kommt er in eine dunkle Einzelzelle.
Mehrere Wochen später tritt ein Offizier des MfS (Stasi) an Heikos Freund Tommy heran und lässt ihn einen Blick in Heikos Einzelzelle werfen, wo Heiko inzwischen augenscheinlich dem Wahnsinn nahe ist. Er stellt Tommy ein Ende von Heikos Isolationshaft in Aussicht, allerdings nur unter der Bedingung, dass Tommy dem MfS künftig Informationen über den Anführer der Neonazis, Friedhelm Kaltenbach, liefert. Weil er seinen Freund nicht im Stich lassen möchte, lässt Tommy sich schließlich auf das Angebot ein und unterschreibt widerwillig eine entsprechende Erklärung, woraufhin Heiko aus der Isolationshaft entlassen wird.
Nach einiger Zeit entwickelt Tommy einen Fluchtplan, um aus dem Gefängnis zu entkommen. Er überredet Heiko mitzukommen, aber durch einen Zwischenfall gelingt nur Tommy die Flucht aus dem Gefängnis. Nach der Flucht gelangt Tommy in die Bundesrepublik.
Nach dem Fall der Mauer 1989 sucht Tommy Heiko auf, er findet ihn in einem Neonazi-Hauptquartier in Berlin. Er muss feststellen, dass Heiko Anführer der dortigen Neonazi-Szene geworden ist. Als es zu einem organisierten Angriff auf eine Gruppe Punks kommt, bei dem ein Tommy und Heiko aus DDR-Zeiten bekanntes Mädchen stirbt, entscheidet sich Tommy, aus der Szene auszusteigen. Daraufhin bekommt Heiko von Kaltenbach eine Pistole und den Auftrag, Tommy zu erschießen. Als Beweis für die Verräterschaft Tommys präsentiert Kaltenbach Heiko Tommys Erklärung aus dem Gefängnis, welche Tommy als IM der Stasi ausweist. In seinem Fanatismus ist Heiko zunächst bereit, dem Befehl Kaltenbachs nachzukommen und die Hinrichtung auszuführen. Doch als er die Waffe auf seinen Freund richtet, kommen ihm Skrupel, die ihn an der Ausführung seines Auftrags hindern. Es kommt zu einer heftigen Diskussion der beiden Freunde, an deren Ende beide beschließen, nach Australien auszuwandern. Wenige Minuten später wird Tommy von den Neonazis aus dem Hauptquartier durch Tritte schwer verletzt und stirbt in Heikos Armen.
Nach diesem Erlebnis verlässt Heiko die Neonazi-Szene.

## Kritiken
„Spannend erzählter Spielfilm, der zur kritischen Auseinandersetzung mit deutscher Vergangenheit und Gegenwart anregt. Verstörend sind sein Gewaltpotenzial sowie einige schauspielerische und dramaturgische Unzulänglichkeiten; auch die Motivationen der Protagonisten sind nicht immer überzeugend entwickelt.“

„‚Führer Ex‘ ist kein besonders cleverer oder gar eleganter Film. Er leistet sich eine Direktheit, die sich sonst nur B-Filme erlauben […] ‚Fehlende Differenzierung‘, ‚Effekthascherei‘, ‚eindimensionale Charaktere‘, ‚vereinfachte Schemata von Ursache und Wirkung‘ – solche und ähnliche Phrasen werden die beiden [Winfried Bonengel und Ingo Hasselbach] so oft gehört haben, bis der Brechreiz weitere Gespräche unmöglich machte […] Es könnte aber doch sein, dass Bonengel und Hasselbach, nach Jahren des Umgangs mit rechten Jugendlichen, schlichtweg keine Lust mehr hatten, einen Film für Kritiker und Fernsehredakteure zu machen. Dass sie ihr Publikum woanders gesehen haben, auf der Straße vielleicht, und dass sie in Köpfe hineinwollten, die der herrschende Diskurs gerade nicht mehr erreicht.“